# 氣旋赫德赫德
特強氣旋風暴赫德赫德（英語：Very Severe Cyclonic Storm Hudhud，聯合颱風警報中心編號：03B）是2014年北印度洋氣旋季第二個被命名的熱帶氣旋。「赫德赫德」（هدهد）一名由阿曼提供，意指佛法僧目鳥類中的戴勝。
赫德赫德是本年北印度洋最強的熱帶氣旋之一。赫德赫德是繼2013年氣旋費林以來，孟加拉灣中最強的熱帶氣旋之一。

## 發展過程

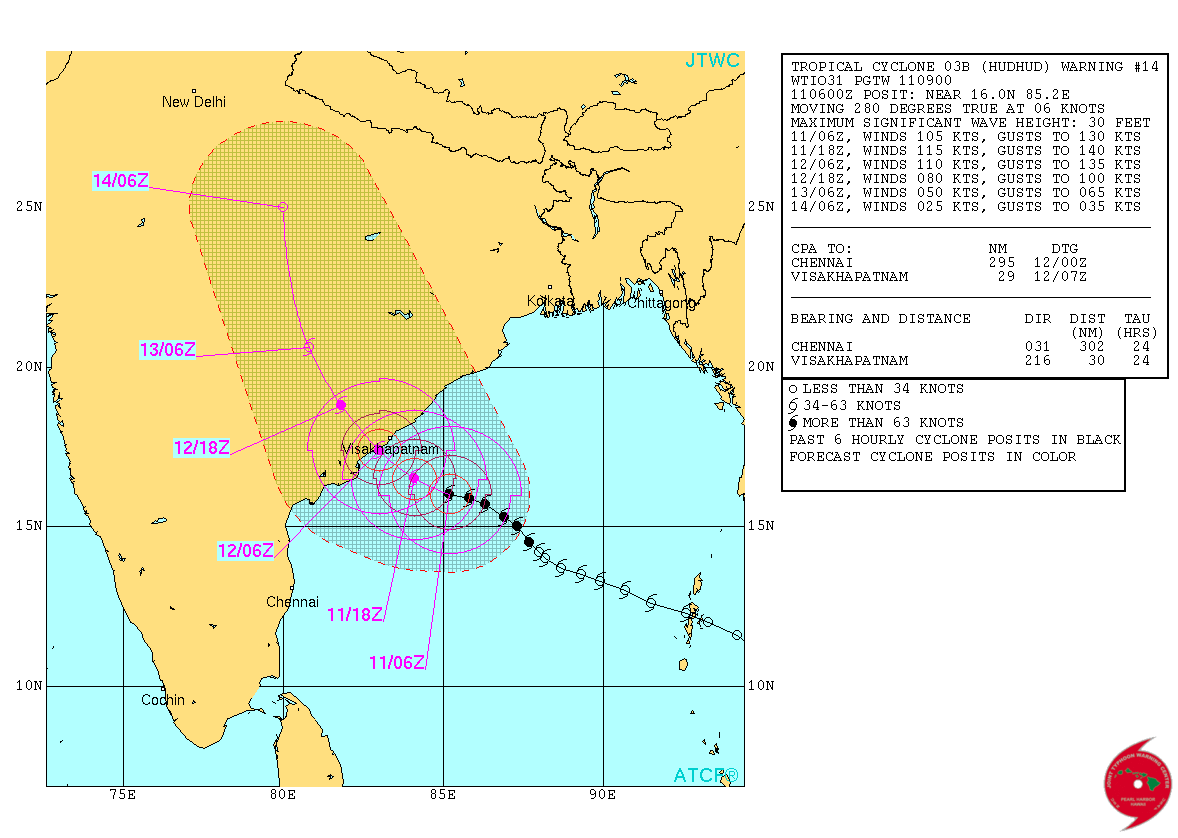
聯合颱風警報中心預報圖

2014年10月6日07:00UTC，印度氣象局注意到有一個低壓區於德林達依沿岸形成。18:00UTC，聯合颱風警報中心對其在24小時內形成為熱帶氣旋的機會給予「LOW」的評級。
10月7日03:00UTC，印度氣象局把一個在安達曼海以北的低壓區升格為低氣壓，編號BOB03。同時，聯合颱風警報中心對其評級提升為「MEDIUM」。13:30UTC，聯合颱風警報中心對其發佈熱帶氣旋形成警報，並對其評級提升為「HIGH」。15:30UTC，印度氣象局將其升格為強低氣壓。
10月8日06:00UTC，印度氣象局將其升格為氣旋風暴，並命名為赫德赫德（Hudhud）。08:00UTC，聯合颱風警報中心將其升格為熱帶風暴，編號03B。
10月9日06:00UTC，印度氣象局將其升格為強烈氣旋風暴。
10月10日00:00UTC，聯合颱風警報中心將其升格為一級熱帶氣旋。12:00UTC，印度氣象局將其升格為特強氣旋風暴。18:00UTC，聯合颱風警報中心將其升格為二級熱帶氣旋。
10月11日06:00UTC，聯合颱風警報中心將其升格為三級熱帶氣旋。同時，其三分鐘平均風速由65節升至85節。
10月12日06:00UTC，聯合颱風警報中心將其升格為四級熱帶氣旋。06:30UTC，赫德赫德於印度安得拉邦維沙卡帕特南縣沿海登陸。12:00UTC，印度氣象局將其降格為強烈氣旋風暴。同時，聯合颱風警報中心將其降格為三級熱帶氣旋，並對其發出最後的警報。18:00UTC，印度氣象局將其降格為氣旋風暴。
10月13日00:00UTC，印度氣象局將其降格為強低氣壓。12:00UTC，印度氣象局將其降格為低氣壓。18:00UTC，印度氣象局將其降格為低壓區。

## 防災措施和影響

### 印度
於赫德赫德吹襲期間，造成109人死亡。

## 外部連結
- India Meteorological Department
- Joint Typhoon Warning Center （页面存档备份，存于）
- Corporate Disaster Resource Network, India